# Skvaderns gymnasieskola

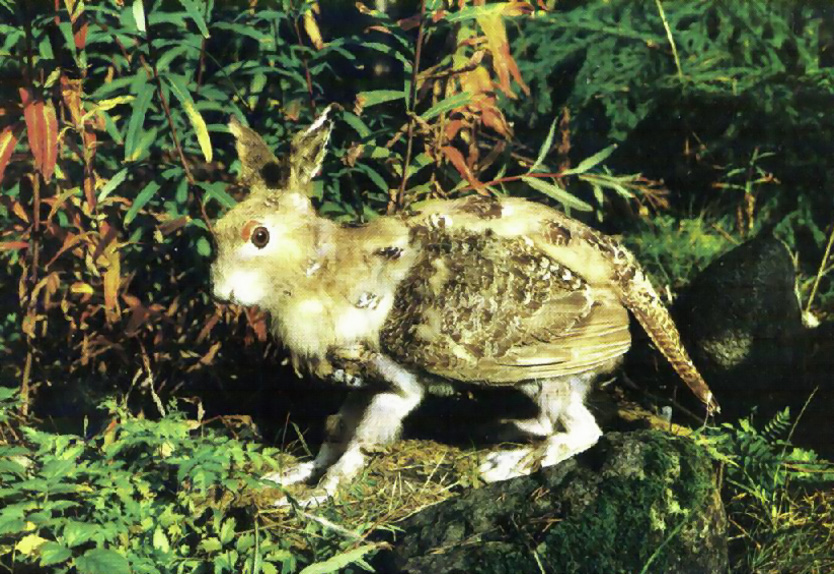
Det mytologiska djuret Skvadern

Skvaderns gymnasieskola är en gymnasieskola i Sundsvall som befinner sig på Norra stadsberget. 
Skolan har de högskoleförberedande linjerna Naturvetenskapsprogrammet, Samhällsvetenskapsprogrammet, Ekonomiprogrammet samt Estetiska programmet (i form av bild, musik och teater).

## Ekonomi
Under 2024 framkom det att skolledningen trots krav på mer pengar från kommunen p.g.a. "pressad ekonomi" delat ut miljontals kronor ifrån skolpengen till styrelseledamöterna.  